# Proailurus
A Proailurus a ragadozók (Carnivora) rendjébe, ezen belül a macskaalkatúak (Feliformia) alrendjébe tartozó nem. Ezidáig egyetlen faját írták le, a Proailurus lemanensis-t. Körülbelül 30-20 millió évvel ezelőtt, az oligocén és miocén korok idején, Eurázsia területén élt.

## Rendszerezés
Korábban a macskafélék családjának egy külön alcsaládjanak tekintették Proailurinae (Zittel, 1893) néven, mivel a macskafélék bazális csoportjának tartották. Egy későbbi filogenetikai elemzés szerint azonban bazális macskaalkatú, azaz tagja annak az alrendnek, amibe a mongúzfélék, a cibetmacskafélék, a hiénafélék és a macskafélék tartoznak. Belőle fejlődhetett ki a szintén kihalt Pseudaelurus, amely a ma élő macskafélék közvetlen őse volt.

## Megjelenés és életmód
A Proailurus lemanensis kis termetű állat volt: hossza 90 centiméter, marmagassága 53 centiméter. A testtömege körülbelül 9 kilogramm lehetett. Hosszú farka volt, arányait tekintve a mai menyétekre és cibetmacskákra emlékeztetett. 15 centiméter hosszúságú koponyájához nagy szemek, erős állkapocs és éles fogazat tartozott. Fogainak száma több volt, mint a házi macskáé. Feltehetőleg a fákon élt. Apró, cickányszerű emlősökre vadászhatott.

## Fordítás
- Ez a szócikk részben vagy egészben  a   Proailurus című angol Wikipédia-szócikk ezen változatának fordításán alapul.  Az eredeti cikk szerkesztőit annak laptörténete sorolja fel. Ez a jelzés csupán a megfogalmazás eredetét és a szerzői jogokat jelzi, nem szolgál a cikkben szereplő információk forrásmegjelöléseként.